# История от основания города

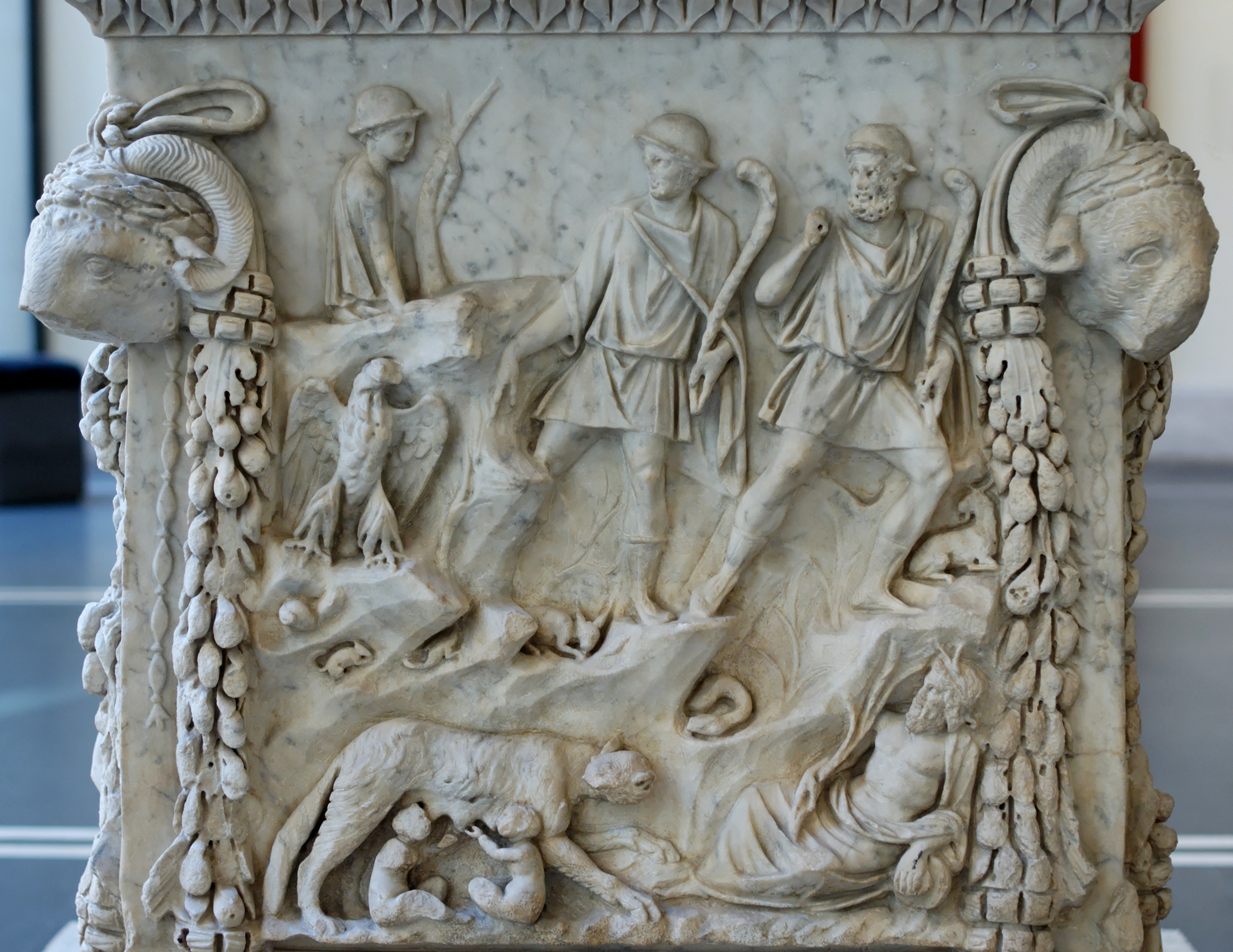
Античный рельеф, вдохновлённый сюжетом из Тита Ливия (I-4)

«Исто́рия от основа́ния го́рода» (лат. «Ab Urbe condĭta») — основное произведение Тита Ливия, один из самых известных и фундаментальных трудов по истории Древнего Рима. Охватывает периоды от разрушения Трои до 9 года до н. э. (до смерти Друза Старшего включительно).

## Название
Общепринятое название работы «История от основания города» является условным — настоящее название неизвестно. Сам Ливий называет своё сочинение «Летописью» (лат. Annales); впрочем, это может быть не название, а лишь характеристика. Плиний Старший называет работу Ливия «Историей» (лат. Historiae — историческое сочинение в нескольких книгах). Название «Ab urbe condita libri» (Книги от основания города) встречается лишь в поздних рукописях. Возможно, оно заимствовано из приписки «Книга [номер] Тита Ливия от основания города закончена» в конце каждой книги в манускриптах.

## Особенности и датировка
«История от основания города» состояла из 142 книг. Если бы до наших дней сохранилось всё произведение, оно насчитывало бы около 8 тысяч страниц. До наших дней сохранилось всего 35 книг полностью или почти целиком (подробнее о сохранности сочинений Ливия см. ниже). Книги сгруппированы по десять в декады (от лат. decem или греч. δέκα — десять), а также по пять в полудекады. В начале каждой декады или полудекады обычно, но не всегда помещалось специальное введение. Впрочем, точно неизвестно, ввёл ли это деление сам автор или оно появилось позднее.
Традиционно считается, что Ливий начал работать над своим важнейшим сочинением около 27 года до н. э. Это выводится на основании датировки первой книги. Её составление Ливием традиционно относят к периоду между 27 и 25 годами до н. э. Предпосылки для датировки следующие: историк упоминает третье закрытие ворот храма Януса (29 год до н. э.), но не упоминает четвёртое (25 год до н. э.); кроме того, он называет императора Августом (после 16 января 27 года до н. э.). Впрочем, использование термина Augustus не обязательно обозначает именно титул Октавиана (оно может быть лишь эпитетом). В 1940 году Жан Байе (фр. Jean Bayet) предположил, что все места в «Истории», где упоминается Август, представляют более поздние вставки. В частности, одна из возможных вставок, упоминающая Августа, прямо противоречит основному тексту Ливия, и по крайней мере она наверняка вставлена позднее.
Третья декада традиционно датируется между 24 и 14 годам до н. э.: в 28-й книге упоминается победа над испанцами. Впрочем, неясно, имеется в виду либо победа Агриппы над кантабрами (19 год до н. э.), либо кампания Августа 27-25 годов до н. э. Книга 59 была написана после 18 года до н. э.: упоминается закон этого года (впрочем, это содержится не в самой книге, а лишь в периохе). Книги, рассказывавшие о жизни Гнея Помпея Магна, были написаны ещё при жизни Августа: Тацит сохранил рассказ, что император нашёл их предвзятыми в пользу этого военачальника, и даже называл Ливия помпеянцем. Книга 121, если верить периохе, появилась уже после смерти Августа. Всего Ливий работал около 40 лет, и не остановился, даже когда прославился на всю империю. По словам Плиния Старшего, «он уже достаточно приобрёл себе славы и мог бы покончить, если бы мятежный дух его не находил пищи в труде».
В передаче Г. Кнабе: «В эпопее Ливия лейтмотивом выступает бесконечное множество сцен единения народа в моменты патриотического подъёма или религиозного одушевления, его сплочения перед лицом опасности, нависшей над государством. Распри и социальные столкновения, интриги народных трибунов и вожделения честолюбивых сенаторов, вся конфликтная хроника общественно-политической жизни для Ливия не более чем следствие и проявление алчности и эгоизма, личного, семейного, кланового. В основе же нашедшего здесь себе выражение самосознания римлян в целом лежало — и до тех пор, пока античный Рим оставался античным Римом, сохранялось — представление о единстве и целостности общины Рима и её народа».

## Стиль
Как и все другие античные историки, Ливий придавал большое значение стилистическому оформлению материала. По мнению М. Л. Гаспарова, единая стилистическая отделка, соответствующая вкусам публики в правление Августа, является одним из главных отличий труда Ливия от работ предшественников-анналистов.
Иногда Ливий слишком многословен, на что обращали внимание ещё древние авторы. Квинтилиан приводит в качестве примера следующую фразу историка: «Послы, не добившись мира, пришли домой, откуда пришли». Он же противопоставляет «молочное обилие» Ливия ярко выраженной краткости Саллюстия. Как и Саллюстий, Ливий нередко нарушает симметрию предложений. В частности, он использует разные обороты в одинаковых ситуациях в одном предложении: «equitum partem ad populandum… dimisit et ut palantes exciperent» — «…часть конницы он разослал для опустошения [страны] и для того, чтобы ловить рассеявшихся [врагов]».
В речи историка немало слов и выражений, которые неизвестны в предшествующей литературе или известны только в архаической латыни. Однако сохранность латинской литературы до Ливия очень фрагментарна, и делать выводы об отдельных словах трудно. Гай Азиний Поллион однажды сказал, что Ливий отличается patavinitas («падуанскостью», от названия родного города историка). Значение этого слова точно неизвестно, но скорее всего, речь шла о «падуанизмах» в его сочинении, то есть о словах и оборотах, свойственных провинциальной речи в Патавии. Однако существует и другая версия применения Поллионом этого эпитета: Ливий был настоящим «падуанцем»: жители этого города в римскую эпоху слыли приверженцами строгих моральных принципов.
В целом, повествование у Ливия порой бывает монотонным, а описания битв (особенно древнейших) нередко похожи. Впрочем, сражения нередко описываются очень точно и ясно, хотя о военной службе историка ничего неизвестно. Тем не менее, при их описании Ливий придерживается одних и тех же строгих правил. Историк часто прибегает к использованию одних и тех же образов: «плачущие дети, жёны, которые с воплями отчаяния бросаются к своим мужьям и сыновьям, поверженные храмы богов, осквернённые могилы предков». Он активно вводит драматические элементы в своё произведение — например, речи (выступления древнейших деятелей считаются вымышленными). Наиболее яркими из них считаются выступления Камилла против переселения римлян в Вейи, две пары речей Ганнибала и Сципиона, а также пара речей Катона и Луция Валерия при обсуждении закона Оппия. Нередко Ливий прибегает к приёмам «трагической» историографии, стремясь поразить читателя и вызвать в нём сострадание. Очень чётко у Ливия прослеживаются переломные моменты повествования. Часто подчёркивается неожиданность развязки или внезапная перемена ситуации. Излюбленное слово историка в таких ситуациях — repente (вдруг, внезапно).
Для Ливия свойственно наличие периодов в речи, но по сравнению с его образцом — Цицероном — они более тяжёлые. В его труде сравнительно немного риторических оборотов (фигур). Часто применяется анафора; нередко — параллелизм частей фразы: например, «я предпочитаю, чтоб меня умный враг боялся, чем чтобы глупые сограждане хвалили». Часто главная мысль у историка выражается в придаточном предложении.

## Сохранность
Из 142 книг полностью сохранились 35. Эта часть условно делится на так называемые декады:
- 1-я (книги I—X) охватывает период от падения Трои и прибытия Энея в Италию (примерно XIII—XII в.в. до н. э.) до начала 292 до н. э.;
- 3-я, 4-я и половина 5-й (книги XXI—XLV) охватывают период с 219 до н. э. (с кратким описанием событий с 241 до н. э., предшествующих началу второй Пунической войны) по март 166 до н. э.

Фрагменты книги XCI описывают войну с Серторием (конец 76 до н. э. — начало 75 до н. э.), а фрагменты книги CXX содержат описание смерти Цицерона  (конец 43 до н. э.).
Называются различные причины, по которым сочинение Ливия не дошло до наших дней целиком, несмотря на огромную популярность в античную эпоху. Огромный объём работы при переписывании требовал значительных затрат и, как следствие, каждая полная копия должна была стоить целого состояния. Кроме того, в VI веке римский папа Григорий I приказал сжечь все книги историка за многочисленные рассказы об «идольском суеверии».
До наших дней также дошли многочисленные сокращения труда Ливия, сделанные в позднеантичную эпоху. Первое подобное извлечение было составлено уже в I веке н. э.: о нём упоминает Марциал. Наиболее известные из сохранившихся эпитоматоров (от др.-греч. ἐπιτομή — сокращение, извлечение, краткое изложение) Ливия — Граний Лициниан, Евтропий, Фест, Павел Орозий. Известен также папирус неизвестного автора III — начала IV века с очерком римской истории за 150—137 годы до н. э. Были и тематические извлечения: Луций Анней Флор сконцентрировался на описании войн, Юлий Обсеквент — на сверхъестественных событиях и знамениях, представления о которых играли значительную роль в общественной жизни Рима; Кассиодор заимствовал у Ливия списки консулов.
Для навигации по огромному труду Ливия были составлены периохи (др.-греч. περιοχή — извлечение из текста, выдержка) — краткое, обычно в несколько строк, перечисление основных событий, о которых подробно рассказывалось в каждой книге. Периохи дошли до нас целиком, за исключением извлечений из книг 136 и 137. Наконец, сохранились отдельные извлечения у различных античных авторов.

### Рукописи
Первая декада сохранилась благодаря копиям IX—XI веков, которые восходят к единственной рукописи, сделанной по распоряжению Квинта Аврелия Симмаха в конце IV — начале V века. Кроме того, фрагменты книг 3-6 сохранились в древнейшем Веронском палимпсесте №XL IV—V веков (условное обозначение — «V»), который был обнаружен Теодором Моммзеном в 1868 году. Третья декада сохранилась благодаря рукописи Puteanus Paris. lat. 5730, относящейся к V веку, а также более поздним Vaticanus Reginensis 762 IX века и Parisinus Colbertinus XI века. Четвёртая декада сохранилась благодаря нескольких рукописям разного происхождения. В частности, фрагментарно сохранился манускрипт «F» (Bambergensis Class. 35a), созданный в V веке; известно, что его приобрёл император Оттон III. Известны и другие рукописи, одна из которых была утеряна вскоре после того, как её скопировали для печати. Большую работу по розыску и сбору рукописей первой, третьей и четвёртой декад провёл Петрарка. Пятая декада сохранилась благодаря единственной рукописи Vindobonensis Lat. 15, относящейся к началу V века и обнаруженной лишь в 1527 году в монастыре Лорш Симоном Гринеем. Наконец, значительный фрагмент 91-й книги (длиной около 1000 слов) сохранился благодаря палимпсесту в рукописи Vaticanus Palatinus lat. 24.
Как отмечают, труд Ливия имел большую популярность и оказал сильное влияние на развитие античной историографии, особенно, латинской.

## Русские переводы

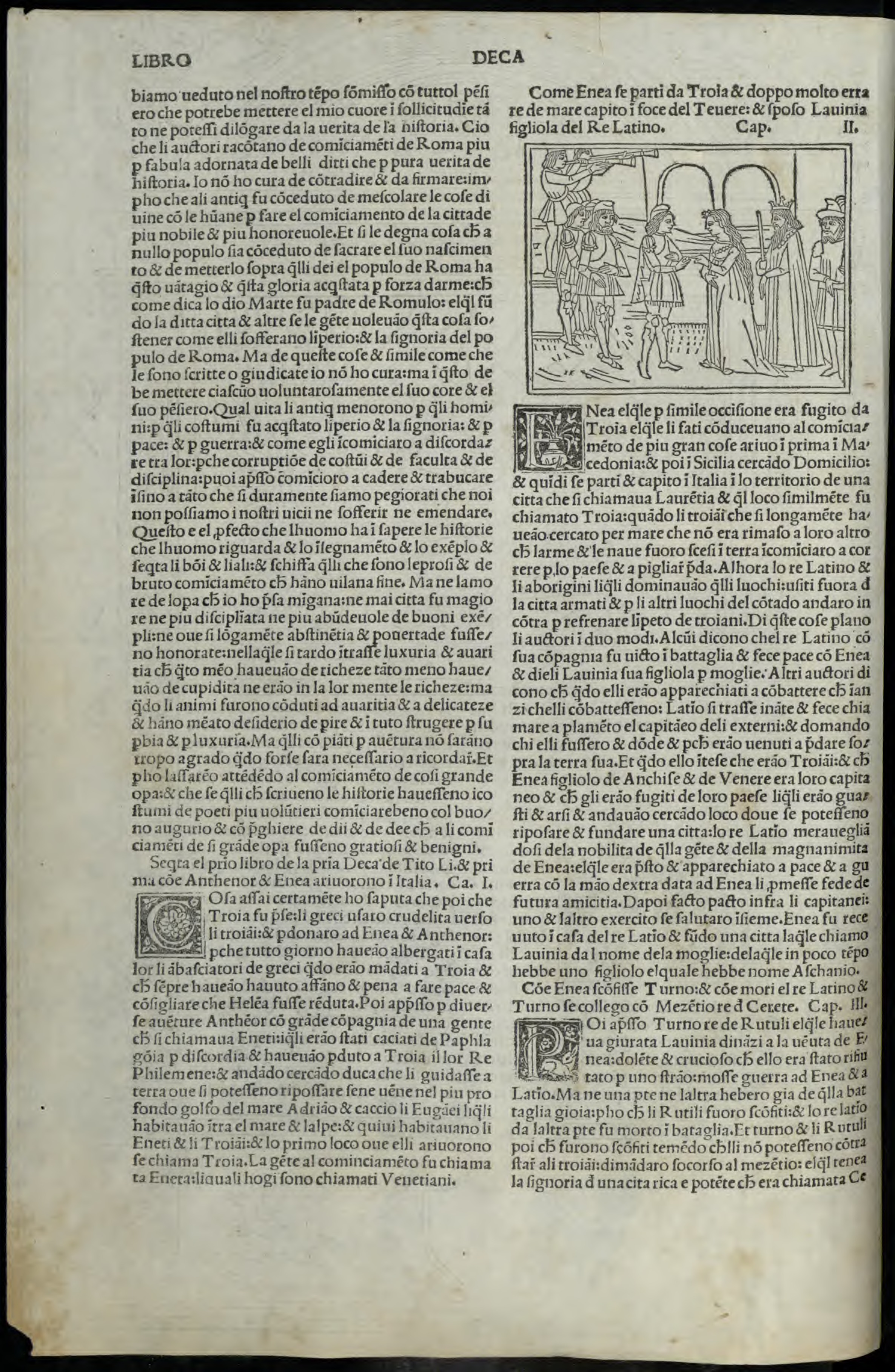
Ab urbe condita, 1493

В 1716 г. учителя черниговской коллегии перевели «Историю» Тита Ливия, перевод был отдан в печать в 1722 году, но Синод охарактеризовал его как «зело неисправный» и не напечатал. С тех пор издано три полных русских перевода, последний — в 1989—1993 годах.
- История народа римского. Соч. Тита Ливия Падуанского. / Пер. А. Клеванова. — М., 1858—1867.
  - Т. 1. Кн. 1—6. — 1858. — 466 стр.
  - Т. 2. Кн. 7—23. — 1859. — 491 стр.
  - Т. 3. Кн. 24—30. — 1861. — 462 стр.
  - Т. 4. Кн. 31—38. — 1867. — 476 стр.
  - Т. 5. Кн. 39—45. Содержание утраченных книг от 45 до 140 и все уцелевшие отрывки из них. — 1867. — 474 стр.
- Ливий, Тит. Римская история от основания города. / Пер. под ред. П. Адрианова.
  - Т. 1. Кн. 1—5. / Пер. П. Адрианова (кн. 1—3), Я. Г. Мищенко (кн. 4—5). 1892. 498 стр.
  - Т. 2. Кн. 6—10. / Пер. П. Адрианова (кн. 6—7), Ф. Ф. Круковского (кн. 8), К. В. Соколовского (кн. 9—10). 1894. 406 стр.
  - Т. 3. Кн. 21—25. / Пер. Ф. Ф. Зелинского (кн. 21), Я. П. Иванухи (кн. 22), Я. К. Яненц (кн. 23, 24), Б. А. Острова (кн. 25). 1896. 417 стр.
  - Т. 4. Кн. 26—30. / Пер. И. И. Виноградова (кн. 26), Н. П. Шкилёва (кн. 27), А. С. Попова (кн. 28), П. Адрианова (кн. 29, 30), С. Я. Дроздова (кн. 30). 1897. 413 стр.
  - Т. 5. Кн. 31—35. / Пер. Н. И. Никольского (кн. 31, 33), Я. Н. Владимирова (кн. 32), К. А. Секундова (кн. 34, 35). 1897. 318 стр.
  - Т. 6. Кн. 36—45. / Пер. С. Я. Соболева (кн. 36), В. М. Тимофеева (кн. 37), М. М. Вука (кн. 38), А. И. Богородицкого (кн. 39), А. Попова (кн. 40), Э. А. Бруттан (кн. 41), М. П. Фёдорова и И. Ф. Макаренкова (кн. 42), В. Н. Матвеева (кн. 43), И. А. Зорина (кн. 44), А. Н. Лисовского (кн. 45). 1899. 680 стр.
- Тит Ливий. Римская история от основания Рима / Пер. М. Б. Гуревич. — Киев — Харьков, 1900. (изданы 2 тома)
  - Т. 1. Кн. 1—6. 367 стр.
  - Т. 2. Кн. 7—10 и 21—23. 387 стр.
- Тит Ливий. Римская история. По изданию С. Манштейна сост. М. М. Гринфельд:
  - Книга первая. Латинский текст, дословный и литературный перевод с полным словарём, комментариями и подробным синтаксическим разбором. — Одесса: М. С. Козман, 1909. — 475 с.
  - Книга тридцатая. Латинский текст, дословный и литературный перевод с подробным синтаксическим разбором, комментариями и со всеми мифологическими сведениями. В конце книги приложены: 1) Полный словарь по главам, 2) Повторительный курс латинского синтаксиса. — Одесса: М. С. Козман, 1909.
  - Перевод XXI-й книги Тита Ливия по изданию С. Манштейна. С подробным синтаксическим разбором, комментариями и полным слoварём. 4-е, совершенно переработанное и значительно дополненное издание. — Одесса: М. С. Козман, 1910. — 471 с.
  - Книга двадцать вторая. Дословный и литературный перевод с полным словарём по изданию С. Манштейна М. М. Гринфельда. Одесса: М. С. Козман, 1913. — 335 с.
- Тит Ливий. История Рима от основания города. В 3 т. / Переводы под ред. М. Л. Гаспарова, Г. С. Кнабе, В. М. Смирина. Отв. ред. Е. С. Голубцова. (Серия «Памятники исторической мысли»). — М.: Наука. 1989—1993.
  - Т. 1. Книги 1—10. / Пер. В. М. Смирина (кн. 1), Н. А. Поздняковой (кн. 2), Г. Ч. Гусейнова (кн. 3, 4), С. А. Иванова (кн. 5), Н. Н. Казанского (кн. 6), Н. В. Брагинской (кн. 7—10). Комм. Н. Е. Боданской (кн. 1—5) и Г. П. Чистякова (кн. 6—10). — 1989. 576 стр. 100 000 экз.
  - Т. 2. Книги 21—30. / Пер. Ф. Ф. Зелинского (кн. 21), М. Е. Сергеенко (кн. 22-30). Комм. В. М. Смирина и Г. П. Чистякова. 1991. 528 стр. 50 000 экз.
  - Т. 3. Книги 31—45. / Пер. Г. С. Кнабе (кн. 31, 34), С. А. Иванова (кн. 32, 33, 35—37), А. И. Солопова (кн. 38), Э. Г. Юнца (кн. 39), И. И. Маханькова (кн. 40), В. Н. Чемберджи (кн. 41), Н. Н. Трухиной (кн. 42), Н. П. Гринцера, Т. И. Давыдовой, М. М. Сокольской (кн. 43), О. Л. Левинской (кн. 45), М. Л. Гаспарова (периохи книг 1—142). Статья Г. С. Кнабе. Комм. Ф. А. Михайловского и В. М. Смирина. — 1993. 768 стр. 13 000 экз. 1994. 120 000 экз.

## Английские и французские переводы

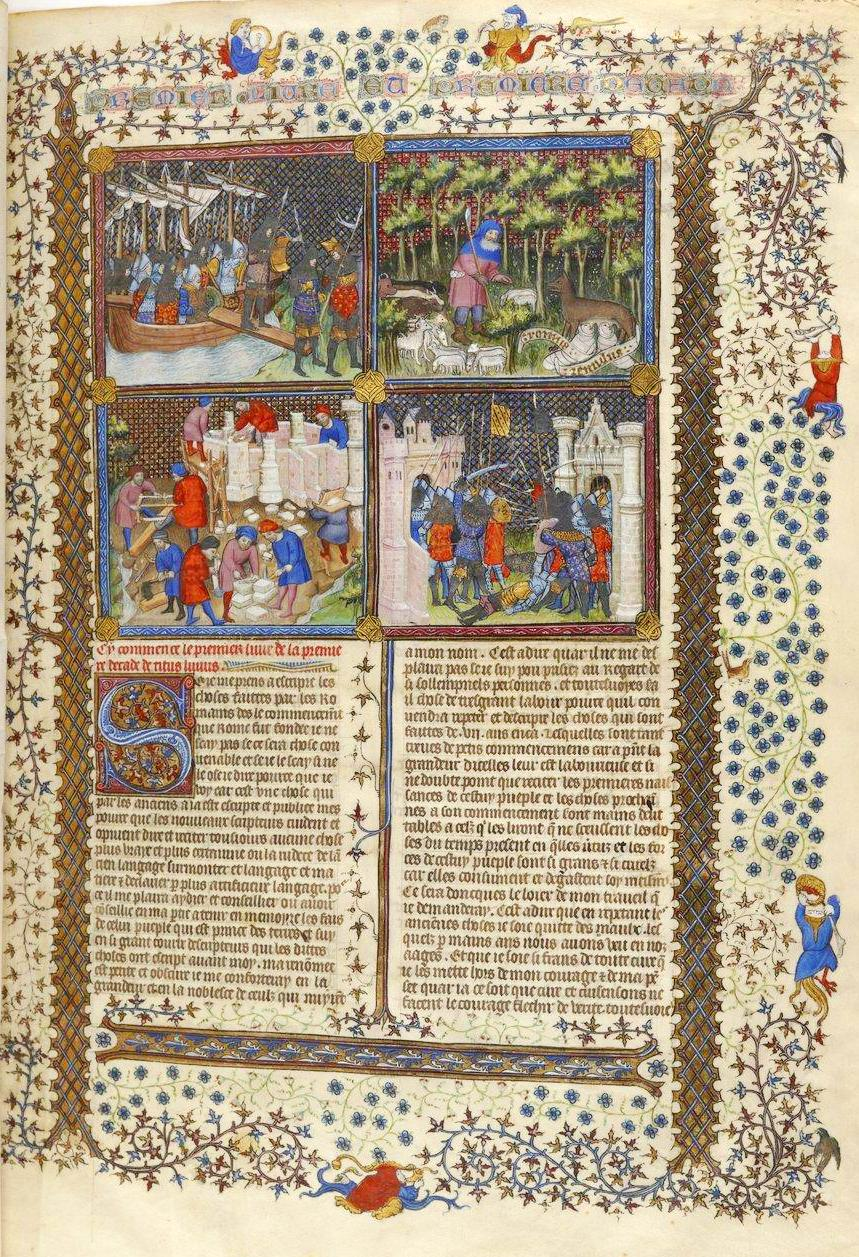
Средневековый манускрипт с текстом Тита Ливия (XV век, Франция)

«История» Ливия опубликована в серии «Loeb classical library» в 14 томах (в т. XIV включены также фрагменты).
«Римская история» Тита Ливия издаётся в серии «Collection Budé», каждая книга в отдельном выпуске (пока нет книг 9-10, 22, 30, 34). Последние тома издания:
- T. XXXI: Livres XLI-XLII. Texte établi et traduit par P. Jal. XCII, 368 p.
- T. XXXII: Livres XLIII-XLIV. Texte établi et traduit par P. Jal. CLI, 321 p.
- T. XXXIII: Livre XLV. Fragments. Texte établi et traduit par P. Jal. CXXV, 416 p.
- Abrégés des livres de l’Histoire romaine de Tite-Live. T. XXXIV, 1re partie: «Periochae» transmises par les manuscrits (Periochae 1-69). Texte établi et traduit par P. Jal. CXXIV, 236 p.
- Abrégés des livres de l’Histoire romaine de Tite-Live. T. XXXIV, 2e partie: «Periochae» transmises par les manuscrits (Periochae 70-142) et par le papyrus d’Oxyrhynchos. Texte établi et traduit par P. Jal. 234 p.